# Prix de La Mamounia
Der Prix de La Mamounia war ein von dem Hotel La Mamounia gestifteter marokkanischer Literaturpreis, dessen Ziel die Förderung von marokkanischer Literatur in französischer Sprache war. Er war mit einem Preisgeld von 200.000 Dirham (2016 etwa 18.000 Euro) belegt und wurde von 2010 bis 2015 vergeben.
Der Preisträger wurde jährlich von einer siebenköpfigen Jury bestimmt, die aus fünf nominierten französischsprachigen Werken marokkanischer Schriftsteller den Preisträger auswählt. Die Verleihung fand im La Mamounia Hotel in Marrakesch statt. Die Jury wurde seit 2011 von der Schriftstellerin Christine Orban (Frankreich) geleitet, weitere Jury-Mitglieder waren unter anderem die Schriftsteller Douglas Kennedy (USA), Marie Laberge (Kanada), Vincent Engel (Belgien) und Alain Mabanckou (Republik Kongo). Die bekannteste Preisträgerin ist die später mit dem Prix Goncourt ausgezeichnete französisch-marokkanische Schriftstellerin Leïla Slimani. Nach 2015 wurde die Verleihung des Preis aufgrund finanzieller Probleme vorläufig eingestellt.
Preisträger:
- 2010 Mahi Binebine
- 2011 Mohamed Leftah
- 2012 Mohamed Nedali
- 2013 Rachid O
- 2014 Réda Dalil
- 2015 Leïla Slimani